# Genzō Kurita
Genzo Kurita (栗田 源蔵 Kurita Genzo?,  3 de noviembre de 1926 - 14 de octubre de 1959) nacido en la Prefectura de Akita, fue un asesino en serie japonés, responsable del asesinato de ocho personas.

## Asesinatos
Kurita asesinó a dos de sus novias en febrero de 1948. El 8 de agosto de 1951 violó y mató a una mujer de 24 años junto a su bebé. Luego, practicó necrofilia con el cadáver de la mujer.
El 11 de octubre de 1951, Kurita violó y mató a una mujer de 29 años. Después de cometer el asesinato, Kurita arrojó a la mujer, a su hijo de cinco años y a sus hijas de siete y dos años de edad, por el acantilado conocido como Osen Korogashi. La niña de siete años pudo sobrevivir pero sus otros dos hermanos murieron.
El 13 de enero de 1952, siguió con su carrera asesina, matando a una mujer de 63 años y a su sobrina de 24 años. Luego de los crímenes, Kurita violó el cadáver de la sobrina de la mujer. Estos dos asesinatos marcaron el fin de su carrera de asesinatos; la policía encontró su huella dactilar en la escena de los crímenes.

## Detención, juicio y ejecución
Genzo Kurita fue finalmente arrestado el 16 de enero de 1952.
El 12 de agosto de 1952 la corte de distrito en Chiba lo sentenció a muerte por las dos últimas muertes. La corte de distrito de Utsunomiya también le impuso una sentencia a muerte por otros seis crímenes el 21 de diciembre de 1953. Apeló las sentencias, pero por inestabilidad mental, retiró sus apelaciones el 21 de octubre de 1954. Considerado como un neurótico y un peligro para su propia vida, fue ejecutado el 14 de octubre de 1959 en la horca.